# René Holten Poulsen
René Holten Poulsen (* 28. November 1988 in Nykøbing Falster) ist ein dänischer Kanute.

## Erfolge
René Holten Poulsen nahm an drei Olympischen Spielen teil. Bei seinem Olympiadebüt 2008 in Peking ging er mit Kim Wraae Knudsen im Zweier-Kajak in zwei Wettbewerben an den Start. Auf der 1000-Meter-Strecke qualifizierten sie sich nach einem zweiten Platz im Vorlauf direkt für das Finale, das die beiden ebenfalls auf Rang zwei hinter Martin Hollstein und Andreas Ihle beendeten und so die Silbermedaille gewannen. Auch über 500 Meter gelang nach Rang fünf im Vorlauf und Rang drei im Halbfinale der Finaleinzug, als Fünfte verpassten sie jedoch einen weiteren Medaillengewinn.
Vier Jahre darauf startete Holten Poulsen in London erneut in zwei Wettkämpfen. Im Einer-Kajak über 1000 Meter belegte er im Finale den vierten Platz, 1,7 Sekunden hinter dem drittplatzierten Max Hoff. Mit dem Vierer-Kajak gelang ihm ebenfalls die Qualifikation für den Endlauf. In einer Rennzeit von 2:56,542 Minuten platzierte sich die dänische Mannschaft auf Rang fünf, knapp 0,7 Sekunden hinter den ersten Medaillenrängen. Bei den Olympischen Spielen 2016 in Rio de Janeiro trat Holten Poulsen lediglich im Einer-Kajak auf der 1000-Meter-Strecke an. Erneut zog er ins Finale ein, das er auf Rang sechs beendete.
Sehr erfolgreich war Holten Poulsen im Einer-Kajak bei Weltmeisterschaften. 2013 gewann er in Duisburg über 500 Meter noch die Silbermedaille, ehe er ein Jahr darauf in Moskau in dieser Disziplin Weltmeister wurde. Zudem sicherte er sich die Bronzemedaille über 1000 Meter. Noch erfolgreicher verliefen die Weltmeisterschaften 2015 in Mailand, bei denen er sowohl über 500 als auch über 1000 Meter den Titel gewann. 2017 folgte in Račice u Štětí über 500 Meter ebenso der Gewinn der Silbermedaille wie 2018 in Montemor-o-Velho über 5000 Meter.
Auch bei den Europaspielen 2015 in Baku gewann Holten Poulsen eine Medaille, als er im Einer-Kajak über 1000 Meter den dritten Platz belegte. 2019 gehörte er in Minsk zwar erneut zum dänischen Aufgebot der Europaspiele, blieb diesmal aber ohne Medaillengewinn.
Zahlreiche Titel- und Medaillengewinne feierte Holten Poulsen außerdem bei Europameisterschaften. 2008 sicherte er sich in Mailand mit Kim Wraae Knudsen im Zweier-Kajak über 1000 Meter seinen ersten Titel. 2009 in Brandenburg an der Havel und 2010 in Corvera beendete er den Wettbewerb im Einer-Kajak über 1000 Meter jeweils auf dem dritten Platz. Eine weitere Bronzemedaille im Einer-Kajak folgte 2011 in Belgrad. 2012 wurde er in Zagreb auf der 1000-Meter-Strecke mit dem Vierer-Kajak Europameister sowie im Einer-Kajak über 1000 Meter Zweiter. Alle weiteren Medaillengewinne ab 2013 gelangen Holten Poulsen im Einer-Kajak. So wurde er 2013 in Montemor-o-Velho Weltmeister über 500 und über 1000 Meter sowie Dritter über 5000 Meter. Ein Jahr darauf belegte er in Brandenburg an der Havel auf allen drei Distanzen den zweiten Platz, was er bei den Europameisterschaften 2016 in Moskau wiederholte. Dazwischen gewann er in Račice u Štětí über 500 und über 5000 Meter seinen fünften bzw. sechsten Weltmeistertitel. Über 1000 Meter belegte er abermals den zweiten Platz. 2017 sicherte sich Holten Poulsen in Plowdiw über 1000 Meter die Silber- und über 500 Meter die Bronzemedaille.
2015 wurde er als amtierender Doppel-Welt- und -Europameister für seine Erfolge zu Dänemarks Sportler des Jahres gewählt.